# Chileduva
Chileduva (Patagioenas araucana) är en fågel i familjen duvor inom ordningen duvfåglar.

## Utseende och läte
Chileduvan är en stor och mörk duva. Den har ett smalt vitt band i nacken, lysande röda fötter och ett brett grått band på stjärten. Till skillnad från tamduva har den mörkgrå vingundersidor.

## Utbredning och systematik
Chileduvan förekommer i Sydamerika, i centrala och södra Chile och gränsen Argentina i tempererade skogar med brödgransinslag . Den behandlas som monotypisk, det vill säga att den inte delas in i några underarter.

### Släktestillhörighet
Tidigare inkluderades arterna Patagioenas i Columba, men genetiska studier visar att de amerikanska arterna utgör en egen klad, där Gamla världens arter står närmare släktet Streptopelia.

## Levnadssätt
Chileduvan är lokalt rätt vanligt förekommande i tempererad regnskog, jordbruksbygd med skogsinslag och matorral med högre träd. Den födosöker på alla nivåer, ibland i fält intill vägar, ofta i flock.

## Status och hot
Arten har ett stort utbredningsområde, men tros minska i antal, dock inte tillräckligt kraftigt för att den ska betraktas som hotad. Internationella naturvårdsunionen IUCN listar arten som livskraftig (LC).

## I kulturen
Fågeln finns på äldre chilenska frimärken i tre olika valörer: 0,60 CLP, 2,60 CLP, 3 CLP.